# Katost
 "Malva" omdirigeres hertil. For anden betydning, se Malva (film fra 1957).
Katost (Malva) er en slægt af stauder og enårige urter, som rummer 18 arter, der er udbredt i Europa, Asien og Nordafrika. Flere af arterne er naturaliseret i Nordamerika. Det er opretvoksende planter med tyndt hårede eller helt glatte stængler og spredte, glatte og håndlappede eller snitdelte blade. Blomsterne er 5-tallige og regelmæssige. Frugterne er delfrugter.
Katost bruges tit som lægemiddel mod dårlig mave og hovedpine. Mange mener at det er bedre end hovedpinepiller.[kilde mangler]
Her omtales kun de arter, som er vildtvoksende i Danmark, eller som dyrkes her.
| Beskrevne arter |

- Almindelig katost (Malva sylvestris)
- Liden katost (Malva pusilla)
- Moskuskatost (Malva moschata)
- Rosenkatost (Malva alcea)
- Rundbladet katost (Malva neglecta)

| Andre arter |

| - Malva aegyptia - Malva arborea - Malva assurgentiflora - Malva hispanica - Malva multiflora - Malva nicaeensis - Malva occidentalis | - Malva pacifica - Malva parviflora - Malva preissiana - Malva tournefortiana - Malva verticillata - Malva wigandii |